# Walk Me Home
«Walk Me Home» —en español: «Camina a mi Casa»— es una canción pop interpretada por la cantante estadounidense Mandy Moore, e incluida originalmente en su álbum debut 
So Real (1999). Fue escrito y producido por Tony Battaglia, Shaun Fisher, mientras que Moore lo grabó en julio de 1999. Inicialmente, fue lanzado por Epic Records como segundo sencillo del álbum, en diciembre de 1999, al siguiente año fue incluido en el segundo álbum de estudio I Wanna Be With You, volviendo a ser relanzado como segundo sencillo de este. 
En términos musicales, «Walk Me Home» es una balada pop, cuya melodía incorpora sonidos ligeros. La canción está compuesta en la tonalidad mi mayor y tiene un tempo de 76 pulsaciones por minuto. El video musical de «Walk Me Home» fue dirigido por Gregory Dark. En el video, hay dos de Mandy, una famosa, y otra que está mirando desde lejos. El sencillo no recibió el mismo éxito que «Candy» por lo se convirtió en un fracaso, a no alcanzar entrar a Billboard Hot 100. El sencillo debutó el noviembre de 2000 en la posición N.º 38 en Billboard Pop Songs y ARC Top 40.

## Antecedentes
«Walk Me Home» fue grabada en julio de 1999, fue una de las primeras canciones elegidas para formas parte de álbum. Después el éxito moderado del sencillo debut «Candy» en los Estados Unidos, los ejecutivos de Epic Records decidieron lanzado como segundo sencillo del álbum, inicialmente fue enviado a las emisiones del radios en 7 de diciembre de 1999, el mismo día del lanzamiento del álbum. Al siguiente año fue incluido en el segundo álbum de estudio I Wanna Be With You, volviendo a ser relanzado como segundo sencillo de este. 
En 2004, el sello incluyó «Walk Me Home» en el primer recopilatorio de Moore — The Best of Mandy Moore — Posteriormente, en 2007, también fue incluido en el tercer álbum recopilatorio — Super Hits —.

## Composición
«Walk Me Home» fue escrita por Tony Battaglia, Shaun Fisher. «Walk Me Home» es un clásica balada pop que habla acerca del amor, similar a otras canciones de la época en la que fue lanzada como sencillo, como «Sometimes» de Britney Spears y «What a Girl Wants» de Christina Aguilera.
La canción es una balada pop, cuya melodía incorpora sonidos ligeros. La canción está compuesta en la tonalidad mi mayor y tiene un tempo de 76 pulsaciones por minuto. 

## Video musical
Moore rodó el video musical de «Walk Me Home» en un estudio de Los Ángeles, California, para la fecha de 24 y 23 de febrero de 2000. La dirección estuvo a cargo del Gregory Dark. El vídeo narrando y presentando la historia de dos chicas, una de ellas es una famosa actriz de Hollywood y la otra una chica común y corriente. Las dos describe el momento que viven en el estreno de la película "Ice Blue". Moore mantine una relación con el chico que aparece en el video, tanto en la película como en la vida real.
Existe dos versiones de este video. El primer vídeo musical fue lanzado en un [DVD] titulado, Mandy Moore: The Real Story con características de la versión original, mientras que el seguimiento de lanzamiento del DVD que se editó con The Best of Mandy Moore cuenta con una versión cortada, la supresión de la sub-parcela del video en el que Mandy es soñar despierto de estar con un actor. 
El video fue puesto en HD a través de Vevo en octubre de 2009.

## Recepción
«Walk Me Home» fue enviada a la radio, a principios de diciembre de 1999, solo fue lanzado como segundo sencillo en los Estados Unidos, dos meses después fue lanzado en Sencillo en CD. Inicialmente no logró hacer ningún aparecimiento en lista musicales, convirtiéndose en un fracaso. Para el año 2000, fue incluido en el segundo álbum de estudio de la cantante, en octubre de 2000, vuelve a ser lanzado como sencillo, esta vez logrado alcanzar la posición N.º 38 en Billboard Pop Songs y ARC Top 40. 

## Créditos
- Voz principal: Mandy Moore.
- Escrita: Tony Battaglia & Shaun Fisher.
- Producida: Tony Battaglia & Shaun Fisher.
- Sello: Epic Records.
- Empresa: Sony Music.

## Formatos
| US Promo CD |                              |          |  |
| N.º         | Título                       | Duración |  |
| 1.          | «Walk Me Home» (Short Intro) | 4:10     |  |
| 2.          | «Walk Me Home» (Long Intro)  | 4:26     |  |

## Posicionamiento
| Listas (1999)               | Posición |
| --------------------------- | -------- |
| Billboard Mainstream Top 40 | 38       |
| ARC Top 40                  | 38       |